# Capaneo

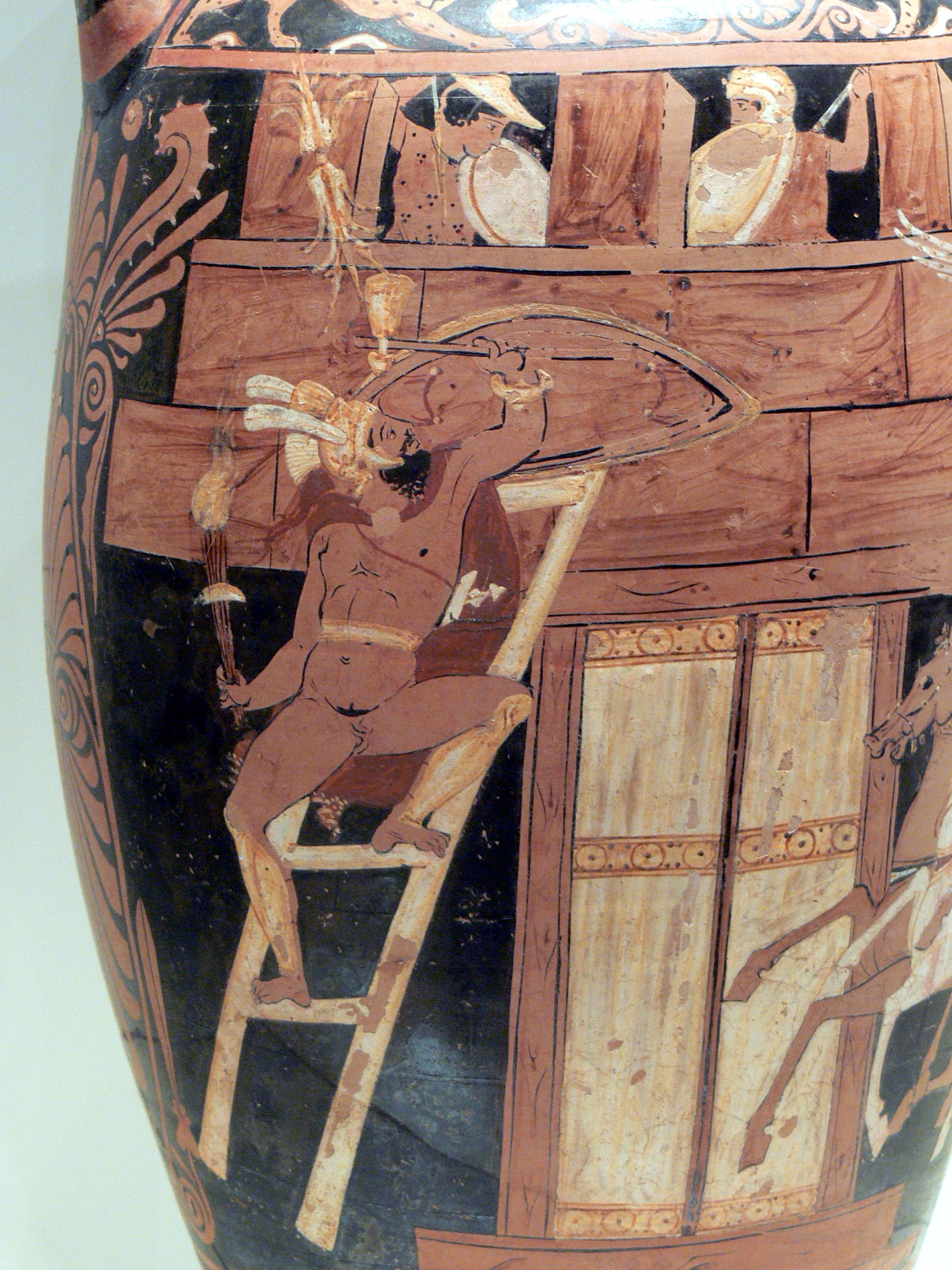
Capaneo escala los muros de Tebas (ánfora campania de figuras rojas, ca. 340 a. C.) Getty Villa (92.AE.86).

En la mitología griega, Capaneo (en griego antiguo Καπανεύς, Kapaneús) era un hijo de Hipónoo y de Astínome, hija de Tálao, o bien Laódice, hija de Ifis. Era esposo de Evadne y su hijo era Esténelo o bien su esposa se llama Yanira.
De acuerdo con la leyenda, Capaneo poseía una gran fuerza y cuerpo poderoso y era un guerrero sobresaliente. También se destacaba por su gran arrogancia. Según el mito durante el asedio de Tebas, Capaneo se paró frente a la muralla de la ciudad, y proclamó que ni siquiera el mismo Zeus podría evitar que él la invadiera. En Esquilo, Capaneo porta un escudo con un guerrero con una antorcha en la mano, y se lee «Yo quemaré la ciudad» como símbolo del mismo. Por su bravuconada Zeus golpeó y mató a Capaneo con un rayo, y Evadne se arrojó a la pira funeraria de su marido y murió. Su historia fue narrada por Esquilo en su Los siete contra Tebas, por Eurípides, y por el poeta romano Estacio.
En la Divina Comedia, Dante ve a Capaneo en el séptimo círculo (tercera ronda) del Infierno, en el decimocuarto canto. Como todos los demás blasfemos, o aquellos «violentos contra Dios», Capaneo es condenado a yacer en una planicie de arena ardiente mientras llueve fuego sobre él. Capaneo continua maldiciendo a la deidad (que, siendo pagano, él llama «Jove» por Júpiter) a pesar de los cada vez más duros dolores que se está infligiendo a sí mismo, para que Dios «no tenga una dulce venganza».